# Superman IV
Superman IV (ang. Superman IV: The Quest for Peace) – brytyjsko-amerykański film science-fiction z 1987 roku wyreżyserowany przez Sidneya J. Furiego. Jest to czwarta i ostatnia część serii w której tytułową rolę odgrywa Christopher Reeve. Jest to pierwszy film z serii, którego producentami nie są Alexander i Ilya Salkind, natomiast jest nim Golan-Globus Cannon Films we współpracy z Warner Bros. Gene Hackman powraca w tym filmie w roli Lexa Luthora tworzącego złego klona Supermana – Nuclear Mana. Superman IV został negatywnie przyjęty przez krytyków i nie odniósł sukcesu finansowego, a seria nie była kontynuowana aż do premiery filmu Superman: Powrót w 2006 roku. Serwis Rotten Tomatoes przyznał mu wynik 11%. Film jest adaptacją przygód komiksowego superbohatera Supermana z wydawnictwa DC Comics.

## Fabuła
Po uratowaniu grupy kosmonautów Superman, jako Clark Kent, odwiedza swoje rodzinne miasto Smallville. Na farmie należącej do jego rodziców usuwa ze statku kosmicznego, którym jako niemowlę przyleciał na Ziemię, kryptoński moduł energetyczny. Nagrany głos jego biologicznej matki informuje go, że moc modułu może być wykorzystana tylko raz.
Następnie Clark wraca do redakcji Daily Planet w Metropolis i odkrywa, że gazeta została zakupiona przez Davida Warfielda, wydawcę tabloidów, który zwalnia Perry’ego White’a i w jego miejsce zatrudnia swoją córkę Lacy, która usiłuje uwieść Clarka i ten zgadza się na randkę z nią.
Później Superman otrzymuje list od kilkuletniego chłopca z prośbą o usunięcie całego ładunku nuklearnego z powierzchni Ziemi. Zaniepokojony superbohater udaje się do Fortecy Samotności i tam pyta się swoich przodków o radę. Ci radzą mu opuszczenie Ziemi i znalezienie nowego domu.
Po rozmowie z Lois Lane, Superman udaje się na zebranie ONZ, gdzie oznajmia, że zamierza zebrać cały ziemski arsenał nuklearny i go zniszczyć. Następnie Superman zbiera większość broni nuklearnych na Ziemi i rzuca je w słońce, tym samym je niszcząc.
W międzyczasie Lex Luthor zostaje uwolniony z więzienia przez swojego siostrzeńca Lenny’ego. Obaj kradną z muzeum w Metropolis włos Supermana i przyczepiają go do amerykańskiego pocisku nuklearnego. Superman odnajduje pocisk i wrzuca go w słońce. Ze słońca odrywa się świecącą kula energii, która przemienia się w superistotę o nazwie Nuclear Man. Istota ta na polecenie Lexa Luthora rozpoczyna walkę z Supermanem. Walka kończy się wyrzuceniem zatrutego promieniowaniem radioaktywnym Człowieka ze Stali przez Nuclear Mana w dal.
Niedługo potem przekształcona w tabloida gazeta Daily Planet publikuje na pierwszej stronie nagłówek „Czy Superman nie żyje?”. Zdenerwowana Lois Lane chce z tego powodu odejść z pracy i spotyka Lacy, która wyjawia reporterce, że zależy jej na Clarku i pyta, gdzie on jest. Lois udaje się do mieszkania Clarka, gdzie wyznaje swoją miłość do Supermana. Zatruty Clark znajduje się akurat na balkonie swojego mieszkania, gdzie wykorzystuje moduł ze swojego statku, by się wyleczyć. Nuclear Man zakochuje się w Lacy i grozi zniszczeniem miasta, jeśli ta się z nim nie umówi. Clark wykorzystuje to, zwabiając superłotra do windy, zamykając go w niej i transportując na ciemną stronę Księżyca. Jednakże Nuclear Man uwalnia się i pokonuje Supermana.
Następnie Nuclear Man porywa Lacy i leci z nią w kosmos. Superman odzyskuje siły po walce i wypycha Księżyc z orbity, wywołując tym samym zaćmienie Słońca. Nuclear Man traci swoje moce, a Człowiek ze Stali ratuje Lacy i wrzuca superłotra do reaktora elektrowni atomowej, zabijając go. Supermanowi udaje się również schwytać Lexa Luthora i jego siostrzeńca.
Perry White uzyskuje pożyczkę, dzięki której wykupuje pakiet kontrolny Daily Planet, a Warfield staje się udziałowcem mniejszościowym. Na konferencji prasowej Superman wyjaśnia, że było to jedynie częściowe zwycięstwo, a pokój zapanuje dopiero wtedy gdy ludzie będą go naprawdę chcieli.

## Obsada
- Christopher Reeve – Superman
- Gene Hackman –
  - Lex Luthor,
  - Nuclear Man (głos)
- Jackie Cooper – Perry White
- Marc McClure – Jimmy Olsen
- Jon Cryer – Lenny Luthor
- Sam Wanamaker – David Warfield
- Mark Pillow – Nuclear Man
- Mariel Hemingway – Lacy Warfield
- Margot Kidder – Lois Lane
- Damian McLawhorn – Jeremy
- William Hootkins – Harry Howler
- Jim Broadbent – Jean Pierre Dubois
- Stanley Lebor – generał Romoff
- Don Fellows – Levon Hornshby
- Robert Beatty – prezydent USA
- Susannah York – Lara-El (głos)
- Clive Mantle – prototypowy Nuclear Man (sceny usunięte)

## Produkcja
Po negatywnej reakcji na Supermana III oraz klapach finansowych Supergirl i Świętego Mikołaja Christopher Reeve oraz producenci Alexander Salkind i jego syn Ilya doszli do wniosku, że filmowa seria o Supermanie powinna się zakończyć. Jednak parę lat później Ilya Salkind sprzedał prawa do serii o Supermanie Cannon Films.
Według Reeve’a studio to nie posiadało jeszcze scenariusza, gdy poproszono go o udział w czwartej części cyklu. On sam przyznał w swojej autobiografii, iż nie był pewien czy jeszcze chce wrócić do roli Supermana, szczególnie po negatywnym przyjęciu poprzedniej części. Jednakże nowi filmowcy złożyli mu korzystną propozycję – w zamian za udział w filmie studio zrealizuje jego dowolny projekt. Reeve się zgodził i studio wyprodukowało jego film Cwaniak. Niestety, studio to realizowało wiele projektów jednocześnie i przez to poświęciło mało czasu i środków finansowych produkcji Supermana IV. Zmusiło to reżysera, Sidneya J. Furiego do licznych oszczędności przy realizacji filmu. Podczas prac nad filmem Reeve i Furie często się ze sobą kłócili.
Według scenarzysty filmu, Marka Rosenthala początkowo Reeve miał grać zarówno Supermana jak i Nuclear Mana. Przestępca miał być mroczną wersją Supermana. Jednakże zostało to uznane za zbyt drogie i poza tym w niewielkim stopniu zostało już wykorzystane w Supermanie III. Pierwotnie też Mark Pillow grający Nuclear Mana miał przemawiać własnym głosem, dopiero w ostatniej chwili zdecydowano się, by zdubbingował go Gene Hackman, ku zaskoczeniu Pillowa jak i Hackmana.
Film został przyjęty negatywnie zarówno przez widzów, jak i krytyków. Według Jona Cryera, grającego Lenny’ego Luthora, Reeve powiedział mu tuż przed premierą, iż ten film będzie nieudany. Cryer stwierdził również, iż studio wyczerpało środki finansowe 5 miesięcy przed planowanym terminem i wypuściło niedokończony film.

## Usunięte materiały
Według komentarza Marka Rosenthala z wydania DVD z 2006 r. istnieje około 45 minut materiału, który nie został publicznie pokazany po tym jak został usunięty po nieudanych zdjęciach próbnych w Południowej Kalifornii. Usunięte sceny pokazują m.in. pierwszą, nieudaną wersję Nuclear Mana, która przypomina innego przeciwnika Supermana – Bizarro. Zarówno nowelizacja jak i komiksowa adaptacja filmu przedstawia scenę walki Supermana z pierwszym klonem.
Pozostałe sceny (Superman ratujący małą dziewczynkę przed tornadem i scena w Moskwie, gdzie Człowiek ze Stali zatrzymuje pocisk nuklearny) zostały wykorzystane w międzynarodowej wersji filmu, a także w amerykańskiej wersji telewizyjnej. Producenci planowali wykorzystać niewykorzystany materiał w piątym filmie cyklu, ale nie najlepsze wyniki finansowe sprawiły, iż pomysł ten został porzucony. 30 minut usuniętych scen zostało umieszczonych na wydaniu DVD filmu.

## Nominacje
- 1988 r.
  - Złota Malina
    - Mariel Hemingway – najgorsza aktorka drugoplanowa
    - efekty specjalne

## Adaptacja komiksowa
W 1987 r. DC Comics wydało komiksową adaptację filmu ze scenariuszem Boba Rozakisa i rysunkami Curta Swana oraz Dona Hecka. Komiks zawiera inne dialogi niż te z filmu, a także usunięte sceny. Zamiast głosu Lary na początku filmu pojawia się hologram Jor-Ela. W komiksie znajduje się również scena walki z pierwszą wersją Nuclear Mana. Jest też alternatywne zakończenie, w którym Superman razem z Jeremym leci dookoła Ziemi.